# Hammour Ziada
Hammour Ziada (Arabisch: حمور زيادة, Khartoem, 1979) is een Soedanese schrijver en journalist. Hij woont momenteel in Caïro.
Hij werkte voor kranten zoals Al-Akhbar en publiceerde verschillende romans.

## Prijs
- Medaille Naguib-Mahfouz, 2014
- Internationale Arabische fictieprijs, 2015